# Hemencyrtus herbertii
Hemencyrtus herbertii är en stekelart som beskrevs av William Harris Ashmead 1900. Hemencyrtus herbertii ingår i släktet Hemencyrtus och familjen sköldlussteklar. Inga underarter finns listade i Catalogue of Life.